# Monastère Mor Bar Sauma
Le monastère Mor Bar Sauma, situé dans les environs de Mélitène (actuelle Malatya), a été le siège de l'Église syriaque orthodoxe de 1034 à 1293. Il est nommé d'après Barsauma le Syrien, archimandrite jacobite à la réputation sulfureuse, mort en 458 (à ne pas confondre avec l'évêque homonyme nestorien). 
L'emplacement du monastère, déjà supposé près de Malatya par Yule, a été retrouvé à Borsun Kalessi, dans le Nemrut Dağı. Il a été reconnu, visité et photographié en 1953 par André Maricq, lequel en informa Ernest Honigmann qui avait pressenti son emplacement, et qui par la suite publia en 1967 une confirmation de ses recherches, mais le site est quasiment abandonné de nos jours. Le monastère est en même temps une forteresse. On y trouve toujours l'église où est enterré Michel le Syrien, mais il subit des pillages.
Le monastère avait déjà été pillé en 1148 par Josselin II d'Édesse, puis intégralement détruit par un incendie en 1163, mais a été reconstruit par Michel le Syrien en 1180. Le mur d'enceinte fut achevé en 1207 par le patriarche Ignace II, et un toit de plomb fut posé sur l'église.
À la mort du patriarche Ignace II David, un schisme naquit entre son successeur Jean XII bar Madani et un « anti-patriarche » siégeant à Mélitène, Dyonisius Aaron Angur, qui régna en même temps que lui jusqu'à son assassinat au monastère en 1261.